# Dešen
Dešen is een plaats in Slovenië en maakt deel uit van de gemeente Moravče in de NUTS-3-regio Osrednjeslovenska. De plaats telde 84 inwoners op 1 januari 2020.

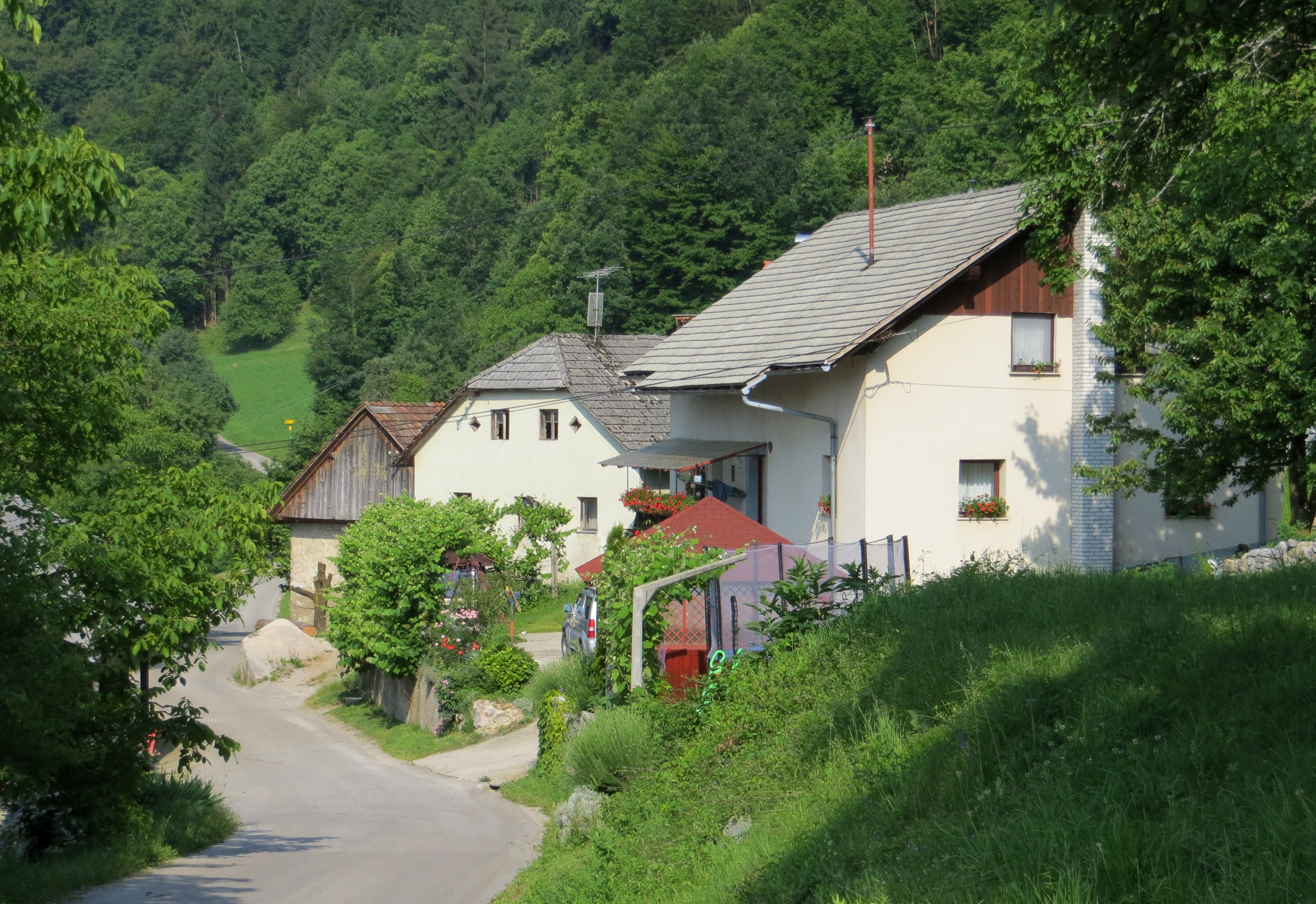